# 青木克憲
青木 克憲（あおき かつのり、1965年 - ）は、広告やデザインを中心に活躍する日本のクリエイティブディレクター、アートディレクターである。

## 経歴
東京都日本橋生まれ。サン・アドを経て自身のデザイン会社、バタフライ・ストローク・株式會社（btf）設立。
サン・アド以前は仲條正義の事務所でアルバイトをした経験ももつ。
佐藤可士和、服部一成、秋山具義などと並び、この世代を代表するアートディレクターである。
多種多様なイラストレーションやCGなどをディレクションするのが得意のスタイルとしてどこかおかしなスキのような部分を作りだし、それがひっかかりになるようなポップでユーモラスな作風が目立つ。近年は広告やデザイン、映像の仕事に留まらず、そのディレクション能力や自身の広告制作の経験を活かし一回の広告で消えていくような一過性のキャラクターではなく、先にCopet・カミロボ・東京カニコ・にじぞうなどのキャラクターありきでそれを複数のクライアントの広告やグッズなどに展開させる独自のライセンスビジネスを行っている。2009年に東京都中央区勝どきにショップとギャラリースペースを併設した@btfをオープン。2011年に東京都中央区新富にbtf ANNEXをオープン。

## 代表作

### 広告キャンペーン
- 吉野家・築地一号店物語
- キリンビール・カンパイ！！ラガー
- コカコーラ・クーマクールサマー2005
- サントリー・カクテルバーCM
- ラフォーレ・グランバザール
- オカモト・ベネトンコンドーム、オカモトコンドームズ
- キリンビバレッジ・生茶
- アイワ・Enjoy 100%,aiwa
- 本田技研工業・ホンダ・HR-V
- 読売巨人軍・ジャイアンツ1
- NTTドコモ・Foma901i
- フィールズ・七人の侍
- SONY・PSP 4U.
- カメラのキタムラ・カメラのキタムラCM
- SONY・PlayStation 3
- ギャガ・華氏911
- マネックスグループ・マネックスFX
- ハドソン・てくてくエンジェル
- ワコム・ファーボ
- NHN Japan・ハンゲーム
- リクルート・ケイコとマナブ
- クリムゾン・木村拓哉のT＆C
- シダックス・MOTHER FOOD
- J-PHONE・中田英寿のj-phone
- ビーナスフォート・オダイバーゲン
- ナイキ・トータルパフォーマンスリーダーシップ

### グラフィック
- 日本商工会議所・JAPANブランド
- LDH・EXILE GALLERY 2007
- 東京デザイナー学院・TDG
- UHA味覚糖・キシリックス
- PARCO・村上隆展

### ロゴ・デザイン
- パプリカ (曲)
- ULTRAMAN
- 吉野家創業120周年
- ULTRA50
- music.jp
- Sumally
- アンファー・スカルプD
- マネックスFX
- 読売ジャイアンツ・GIANTS エンブレム
- 日本映画衛星放送・「日本映画専門チャンネル」「時代劇専門チャンネル」
- トータル・ワークアウト
- センダイガールズプロレスリング
- みちのくプロレス
- インターネット博覧会
- ほぼ日刊イトイ新聞
- 中野裕通・hiromichi nakano

### CDジャケット
- 宇多田ヒカル・「This Is The One」「Prisoner Of Love」「HEART STATION」「HEART STATION/Stay Gold」「光」「Distance」「Wait&See 〜リスク〜」「REMIX: Fly Me To The Moon」「Can You Keep A Secret?」「UTADA HIKARU SINGLE CLIP COLLECTION VOL.2 UH2」
- 福山雅治・「5年モノ」
- globe・「globe2 pop/rock」「Here I Am/New Album Playlist」
- TOKIO・「YESTERDAY & TODAY 」「カンパイ!!」
- 村八分 (バンド)
- Say a Little Prayer・「小さな星」「a day」「like」「11pieces」「best」

### キャラクタープロデュース
- Copet
- Kami-Robo
- ハットトリックス・東京カニコ
- にじぞう

## 所属団体
- 東京アートディレクターズクラブ（東京ADC）
- 東京タイプディレクターズクラブ（東京TDC）
- 日本グラフィックデザイナー協会（JAGDA）

## 受賞歴
- 東京アートディレクターズクラブ賞
- JAGDA新人賞
- 東京TDC賞

ほか受賞歴多数

## 関連人物
- 秋山具義
- 葛西薫
- 佐藤可士和
- 仲條正義
- 服部一成
- 谷田一郎
- 寄藤文平